# 川島 (高松市)
川島(かわしま)は香川県高松市南東部にある一地区。由良町、川島本町、川島東町の3町からなる。かつては全域が「木田郡川島町」(かわしまちょう)として存在し、1955年4月1日に山田町となった後、1966年7月1日に高松市へ編入された。

## 地理
地区は高松市南東部に位置し、旧山田町の中心部となっていた地区である。人口は2010年時点で1万89人（男4827人/女5362人）、世帯数は3914世帯であり、2010年までの10年間ではほぼ横ばいか微減状態である。面積は6.05km2と高松市の地区では平均的な広さであるが、人口密度は1平方キロメートルあたり1646.94人と高松市の平均（1140.03人）を上回っている。
川島本町交差点を中心とした県道12号三木国分寺線と県道156号西植田高松線沿線に放射状の集落が形成されている。

### 地形
全域が高松平野の一部であるため大きな起伏は存在しないが、地区北部の由良町には標高120.3mの由良山が孤高物として存在している。扇状地を形成する高松平野の特性上、地区の南に行けば行くほど標高は上がり、同時に斜度もきつくなる。そのため地区の南に隣接する西植田地区・東植田地区ではほぼ丘陵地帯を形成するに至り、高松平野はその付近を限界として以南は讃岐山脈に連なる。
地区の中心には春日川が貫流する。香川県の典型的な平野の特徴であるため池は、北部を中心とした平野部ではなく、南部を中心とした丘陵地帯に多く存在する。
- 山：由良山
- 川：春日川
- 湖沼：坂瀬池、上金法寺池、下池、新池、次郎毛池、道池

### 人口
| \| 2002年（平成14年） \| 10,169人 \| \| \| 2003年（平成15年） \| 10,279人 \| \| \| 2004年（平成16年） \| 10,274人 \| \| \| 2005年（平成17年） \| 10,287人 \| \| \| 2006年（平成18年） \| 10,277人 \| \| \| 2007年（平成19年） \| 10,196人 \| \| \| 2008年（平成20年） \| 10,116人 \| \| \| 2009年（平成21年） \| 10,126人 \| \| \| 2010年（平成22年） \| 10,089人 \| \| |          |  |
| 高松市 / 登録人口（10月1日時点） |          |  |
| 2002年（平成14年） | 10,169人 |  |
| 2003年（平成15年） | 10,279人 |  |
| 2004年（平成16年） | 10,274人 |  |
| 2005年（平成17年） | 10,287人 |  |
| 2006年（平成18年） | 10,277人 |  |
| 2007年（平成19年） | 10,196人 |  |
| 2008年（平成20年） | 10,116人 |  |
| 2009年（平成21年） | 10,126人 |  |
| 2010年（平成22年） | 10,089人 |  |

### 隣接する地域
- 北：高松市林地区、川添地区
- 東：高松市十河地区
- 南：高松市東植田地区、西植田地区
- 西：高松市三谷地区

### 高松市山田支所川島管内
- 由良町 761-0441
- 川島本町 761-0442
- 川島東町 761-0443

## 歴史

### 年表
高松市編入以前は「山田町」を参照
- 1966年（昭和41年）7月1日 - 木田郡山田町が高松市に合併（高松市第6次合併）。うち旧川島町域を以って高松市川島地区成立。
  - 旧大字の区域を継承した由良町、川島本町、川島東町の3町を設置。
  - 高松市山田支所が開所。

### 町名の変遷
| 実施後   | 実施年月日     | 実施前     |
| -------- | -------------- | ---------- |
| 由良町   | 昭和41年7月1日 | 大字上田井 |
| 川島本町 | 昭和41年7月1日 | 大字高野   |
| 川島東町 | 昭和41年7月1日 | 大字坂元   |

## 経済

### 第一次産業
地区内には多くの農地が存在し、主に稲作を中心とした農業が行われている。しかし、郊外化による宅地開発で農地は年々減少する傾向にある。
- 米

### 第二次産業
地区内に大規模な第二次産業集中地帯は無いが、中小の工場が点在している。また、由良町の由良山で採れる「由良石」は建築用の特産品であり、1935年（昭和10年）頃には三大都市圏における高級建材として利用され、需要が急増した戦後は高度経済成長を支えた土木工事などに年間約20万トンが産出された。特に皇居東庭の宮殿広場で敷石として使用されていることでも知られる。

### 第三次産業
県道12号三木国分寺線の沿線を中心にスーパーマーケットや古くから続く個人商店などが立地している。
主な商業施設
- 四季食彩館ムーミー川島店　-　店舗改装の為一時閉店。
- DCM川島店

主な企業
- 百十四銀行川島支店
- 香川銀行川島支店 - 2021年2月1日に高田支店をブランチインブランチ（予定）。
- JA香川県川島支店

## 教育
地区内の小学校は高松市立川島小学校が存在し、中学校は高松市立山田中学校が存在する。小学校区は川島小学校が地区の全域を校区としている他、隣接する西植田地区の池田町の一部も校区としている。中学校区は地区内に位置する山田中学校が全域を校区としている他、残る旧山田町3地区（十河、西植田、東植田）も校区としている。
小学校・中学校
- 高松市立川島小学校
- 高松市立山田中学校

幼稚園・保育所
- 高松市立山田幼稚園
- 高松市立川島保育所

## 行政
この地区の行政サービスの中心としては高松市山田支所があり、当地区だけでなく旧山田町（十河、西植田、東植田）全域における各種住民サービスに対応している。またそこは公民館も兼ねていて川島コミュニティセンターとして地域交流・生涯学習の中心となっている。
主な行政施設
- 高松市山田支所
- 高松東警察署川島交番
- 高松市東消防署山田出張所

## 生活
公共施設
- 川島コミュニティセンター（公民館）
- 川島郵便局
- 由良川東公園
- 川島中央公園

## 交通

### 道路
国道
- なし

主要地方道
- 香川県道12号三木国分寺線（川島街道）
- 香川県道10号高松長尾大内線（さぬき東街道）

その他県道
- 香川県道156号西植田高松線

### 鉄道
- なし

地区内に鉄道駅は存在しないため、最寄り駅は隣接する地区にあることでん長尾線水田駅や高田駅となる。

### バス
地区内を通るバス路線はことでんバスサンメッセ・川島・西植田線の1路線4系統が存在する。全系統ともJR高松駅発ことでん瓦町駅経由で、地区内では西植田線が県道156号西植田高松線を路線とし、川島線3系統は途中から県道12号三木国分寺線へ分岐している。川島線3系統の路線は上り方では全て異なる場所を経由するが、地区に入る直前で全て同じ経路に合流する。
ことでんバス
- サンメッセ・川島・西植田線
  - 川島線・サンメッセ香川経由便（61・62）／レインボー通り経由便（65・64）／林新道経由便（67・66）川久保 - 由良 - 切戸 - 川島 - 川島小学校前 - 川島東町 - 十河小学校前
  - 西植田線（63・62）川久保 - 由良 - 切戸 - 川島 - 川西 - 市場

## メディア

### 放送
ケーブルテレビ
- ケーブルメディア四国（高松ケーブルテレビ）

地上波テレビ放送
基本的に高松市東部古高松地区の前田山にある高松局を受信する。古い建物などでは岡山県玉野市の金甲山にある岡山局を受信している世帯もあるが、それらの世帯でもほとんどは加えて高松局も受信している。高松局を受信する場合はアナログ放送でもUHFアンテナ1本で全チャンネルが受信できるが、アナログ放送において岡山局を受信する場合はUHFアンテナとVHFアンテナの2本が必要だった。なお、デジタル放送は全てUHFアンテナ1本で済む。
| 局名                 | 局名                 | NHK高松 | NHK高松 | NHK岡山 | NHK岡山 | RNC  | KSB  | RSK  | OHK  | TSC  | 出力            | 偏波面 | 送信 場所 |
| 局名                 | 局名                 | 総合    | 教育    | 総合    | 教育    | RNC  | KSB  | RSK  | OHK  | TSC  | 出力            | 偏波面 | 送信 場所 |
| デジタルリモコン番号 | デジタルリモコン番号 | 1ch     | 2ch     | 1ch     | 2ch     | 4ch  | 5ch  | 6ch  | 8ch  | 7ch  | 出力            | 偏波面 | 送信 場所 |
| -------------------- | -------------------- | ------- | ------- | ------- | ------- | ---- | ---- | ---- | ---- | ---- | --------------- | ------ | --------- |
| 高松                 | デジタル             | 24ch    | 13ch    | -       | -       | 15ch | 17ch | 21ch | 27ch | 18ch | NHK1kW/民放500W | 水平   | 前田山    |
| 高松                 | アナログ             | 37ch    | 39ch    | -       | -       | 41ch | 33ch | 29ch | 31ch | 19ch | NHK10kW/民放5kW | 水平   | 前田山    |
| 岡山 (北讃岐)        | デジタル             | (24ch)  | (13ch)  | 32ch    | 45ch    | 20ch | 30ch | 21ch | 27ch | 18ch | 2kW(200W)       | 水平   | 金甲山    |
| 岡山 (北讃岐)        | アナログ             | -       | -       | 5ch     | 3ch     | 9ch  | 25ch | 11ch | 35ch | 23ch | V10kW/U20kW     | 水平   | 金甲山    |

| AMラジオ放送 - NHK高松第1放送：1368kHz（高松局 出力5kW） - NHK高松第2放送：1035kHz（高松局 出力1kW） - 西日本放送ラジオ：1449kHz（高松局 出力5kW） | FMラジオ放送 - NHK高松FM放送：86.0MHz（高松局 出力1kW） - FM香川：78.6MHz（高松局 出力1kW） - FM高松：81.5kHz（コミュニティ放送 出力20W） |

県外波
| - NHK岡山第1放送：603kHz（岡山局 出力5kW） - NHK岡山第2放送：1386kHz（岡山局 出力5kW） - RSKラジオ：1494kHz（岡山局 出力10kW） - NHK大阪第1放送：666kHz（大阪局 出力100kW） - NHK大阪第2放送：828kHz（大阪局 出力300kW） - MBSラジオ：1179kHz（大阪局 出力50kW） - 朝日放送ラジオ：1008kHz（大阪局 出力50kW） - ラジオ大阪：1314kHz（大阪局 出力50kW） | - NHK岡山FM放送：88.7MHz（岡山局 出力1kW） - FM岡山：76.8MHz（岡山局 出力1kW） |

## 名所・旧跡・観光・レジャー
地区内に主だった観光施設はない。